# Solanderia gracilis
Solanderia gracilis är en nässeldjursart som beskrevs av Duchassaing och Jean-Louis Hardouin Michelin 1846. Solanderia gracilis ingår i släktet Solanderia och familjen Solanderiidae. Inga underarter finns listade i Catalogue of Life.